# Łukasz Kumor
Łukasz Kumor (ur. 21 września 1907 w Dąbrowie, zm. 11 października 1968) – polski nauczyciel i ekonomista, poseł na Sejm PRL II i III kadencji.

## Życiorys
Syn Łukasza i Katarzyny. Ukończył Seminarium Nauczycielskie w Kielcach, w latach 30. był nauczycielem Szkoły Powszechnej w Garbatce, w latach 1937–1939 studiował na Wydziale Humanistycznym Uniwersytetu Warszawskiego. W 1927 został członkiem Centralnego Związku Młodzieży Wiejskiej, a w 1928 Związku Młodzieży Wiejskiej RP „Wici”, był członkiem władz wojewódzkich w Kielcach. W okresie 1939–1942 był prezesem Spółdzielni Spożywców w Garbatce, od 1940 organizował gminne kierownictwa ruchu ludowego w powiecie kieleckim, a także Związku Walki Zbrojnej i Batalionów Chłopskich, uczestniczył w tajnym nauczaniu. W 1942 został kierownikiem Biura Delegata Rządu na Okręg Kielecki, wchodził w skład Komendy Obwodu Kielce Armii Krajowej jako zastępca do spraw organizacyjnych. Wstąpił do Stronnictwa Ludowego, był członkiem prezydium SL w Kielcach, pełnił także funkcję sekretarza, następnie przystąpił do Zjednoczonego Stronnictwa Ludowego, w latach 1959–1964 był członkiem prezydium Wojewódzkiego Komitetu ZSL w Kielcach. Został pracownikiem Zarządu Wojewódzkiego Związku Samopomocy Chłopskiej, następnie do 1952 pracował w Banku Gospodarstwa Spółdzielczego w Kielcach, Bydgoszczy i Zielonej Górze. W 1953 został zatrudniony w Zakładach Mleczarskich w Kielcach, następnie od 1953 do 1957 był nauczycielem w Technikum Ekonomicznym w Kielcach, od 1959 był dyrektorem Kieleckiego Przedsiębiorstwa Elektryfikacji Rolnictwa.
W 1957 i 1961 uzyskiwał mandat posła na Sejm PRL z okręgów Kielce i Końskie. Po raz pierwszy został wybrany w okręgu Bielsk Podlaski, potem wybierany w okręgu Ełk. Zasiadał w Komisji Planu Gospodarczego, Budżetu i Finansów, a w następnej kadencji w Komisji Komisja Przemysłu Ciężkiego, Chemicznego i Górnictwa.
Został pochowany na cmentarzu Partyzanckim w Kielcach.